# 京葉市川インターチェンジ
京葉市川インターチェンジ（けいよういちかわインターチェンジ）は、千葉県市川市にある京葉道路のインターチェンジである。
上下線出入口ともに料金所は設置されていない。ひとつ東京寄りの東京都江戸川区の篠崎ICにも料金所がないため、同区間では上下線ともに無料で通行でき、江戸川を渡るためだけに京葉道路を利用するドライバーも見受けられ、特に下り線出口は渋滞ポイントとなっている。
西側に隣接して東京外環自動車道と接続する京葉JCTが設けられているが、当ICと東京外環自動車道は連絡できない構造になっている。
尚、東京外環自動車道の開通前の名称は「市川IC」であった。
当ICより宮野木JCT方面は、船橋IC迄の間が2019年（平成31年）3月1日より最高速度が60km/hから80km/hに引き上げられた。

## 接続する道路

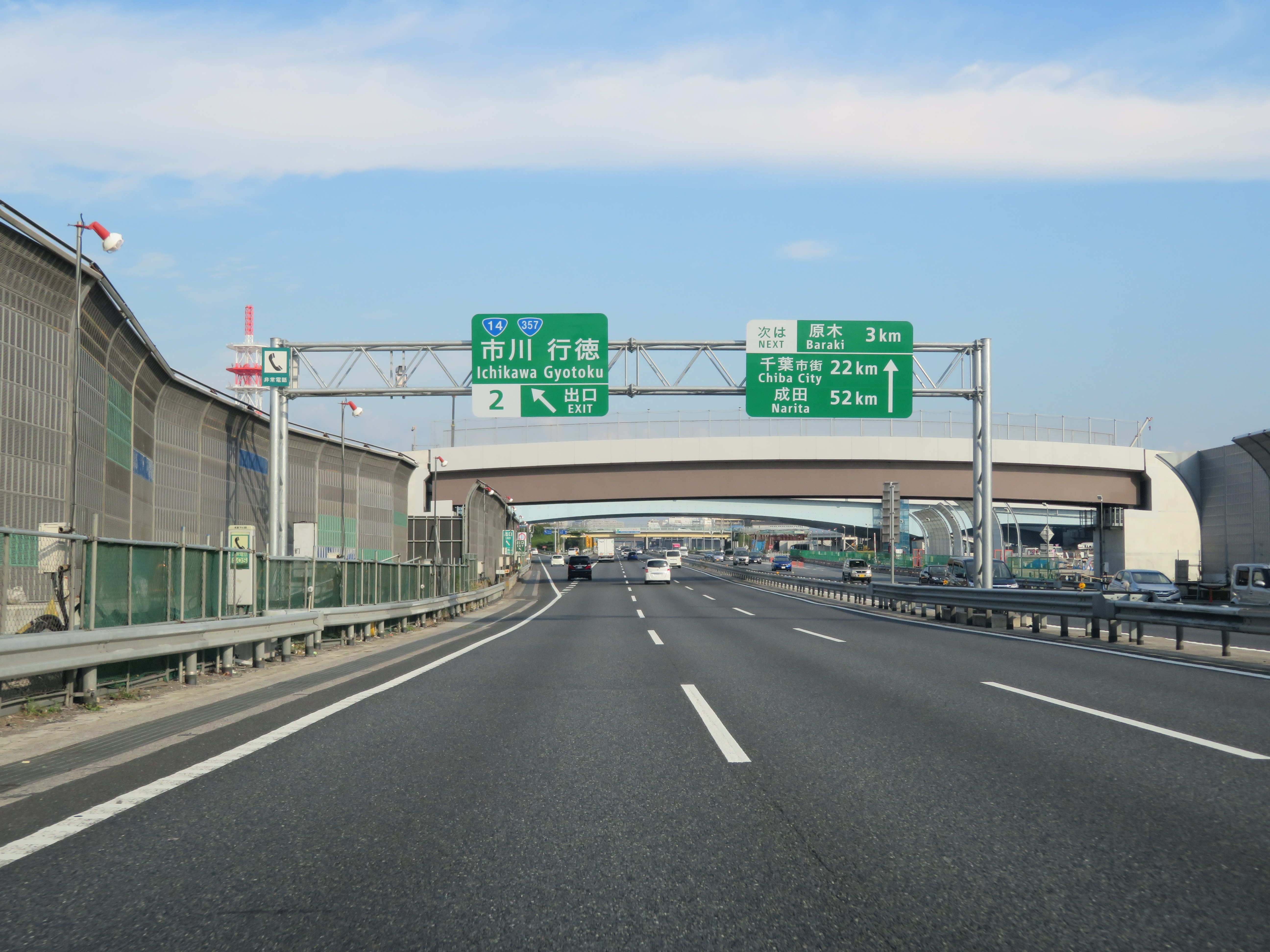
下り出口付近

- 千葉県道6号市川浦安線
- 国道298号

## 所在地
- 〒272-0014 千葉県市川市田尻一丁目（原木方面出口と、篠崎方面入口）
- 〒272-0015 千葉県市川市鬼高四丁目（篠崎方面出口（側道方面）と、原木方面入口）
- 〒272-0024 千葉県市川市稲荷木一丁目（篠崎方面出口（市川市役所方面））
- 〒272-0024 千葉県市川市稲荷木二丁目（篠崎方面入口（新行徳橋方面））

このICの構造は古く、千葉県道6号市川浦安線の浦安方面から下り線を利用する場合、対向車線を横切るように右折してランプウェイへ入る必要がある（開通当初は浦安方面からの利用者が少なかったため）。2003年（平成15年）11月14日に専用右折車線が完成。また、上り線の出口は一度交差点を右折して次の交差点で市川浦安線に接続している。

## 歴史
- 1960年（昭和35年）4月29日 : 供用開始。
- 2018年（平成30年）6月2日 : IC名称が「市川IC」から「京葉市川IC」に変更。

## 周辺
- JR東日本・東京都交通局本八幡駅
- 京成電鉄京成八幡駅・鬼越駅
- ニッケコルトンプラザ
- 市川地方卸売市場
- 市川区検察庁
- 千葉家庭裁判所市川出張所
- 市川簡易裁判所
- 千葉県市川警察署
- 市川市立第六中学校
- 市川市立稲荷木小学校
- 市川市立鬼高小学校

## 隣
E14 京葉道路
(1) 篠崎IC - (1-1)京葉JCT - (2) 京葉市川IC - 京葉市川PA（下り線のみ） - (3) 原木IC